# 고양 김씨
고양 김씨(高陽金氏)는 한국의 성씨이다.
시조 김용한(金龍翰)은 신라 경순왕의 후손으로 조선에서 문과에 급제하고 정랑을 지냈다고 한다.

## 참고 자료
- “고양김씨(高陽金氏)”. 뿌리를 찾아서.[깨진 링크(과거 내용 찾기)]